# Tugou (köping i Kina, Jiangsu)
Tugou (kinesiska: 涂沟, 涂沟镇) är en köping i Kina. Den ligger i provinsen Jiangsu, i den östra delen av landet, omkring 120 kilometer norr om provinshuvudstaden Nanjing. Antalet invånare är 16989. Befolkningen består av 8 750 kvinnor och 8 239 män. Barn under 15 år utgör 10,0 %, vuxna 15-64 år 72 %, och äldre över 65 år 17,0 %.
Genomsnittlig årsnederbörd är 1 165 millimeter. Den regnigaste månaden är juli, med i genomsnitt 253 mm nederbörd, och den torraste är januari, med 20 mm nederbörd.